# Prix national de littérature d'enfance et de jeunesse
Le prix national de littérature d'enfance et de jeunesse (en espagnol : Premio Nacional de Literatura infantil y juvenil, ou de son nom complet Premios Nacionales de Literatura en la modalidad Literatura infantil y juvenil), est un prix national de littéraire d'Espagne qui est attribué chaque année par le ministère espagnol de la Culture à un auteur espagnol pour la meilleure œuvre littéraire infantile et juvénile écrite par un espagnol, dans l'une des langues en Espagne, et pour laquelle la première édition a eu lieu l'année avant la remise de la récompense. Le prix est doté de 20 000 euros.

## Liste des lauréats

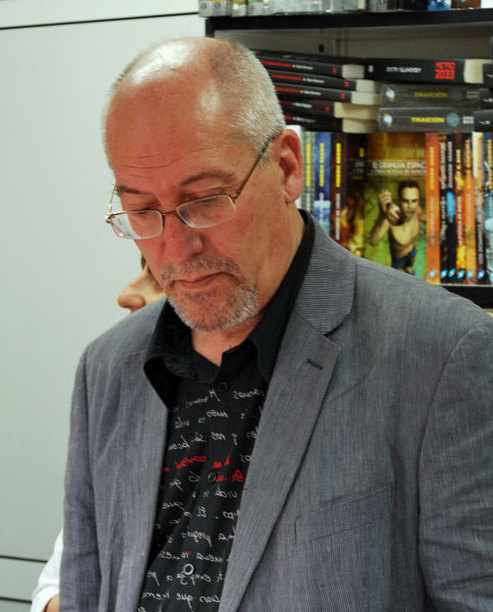
Andreu Martín, lauréat en 1989.

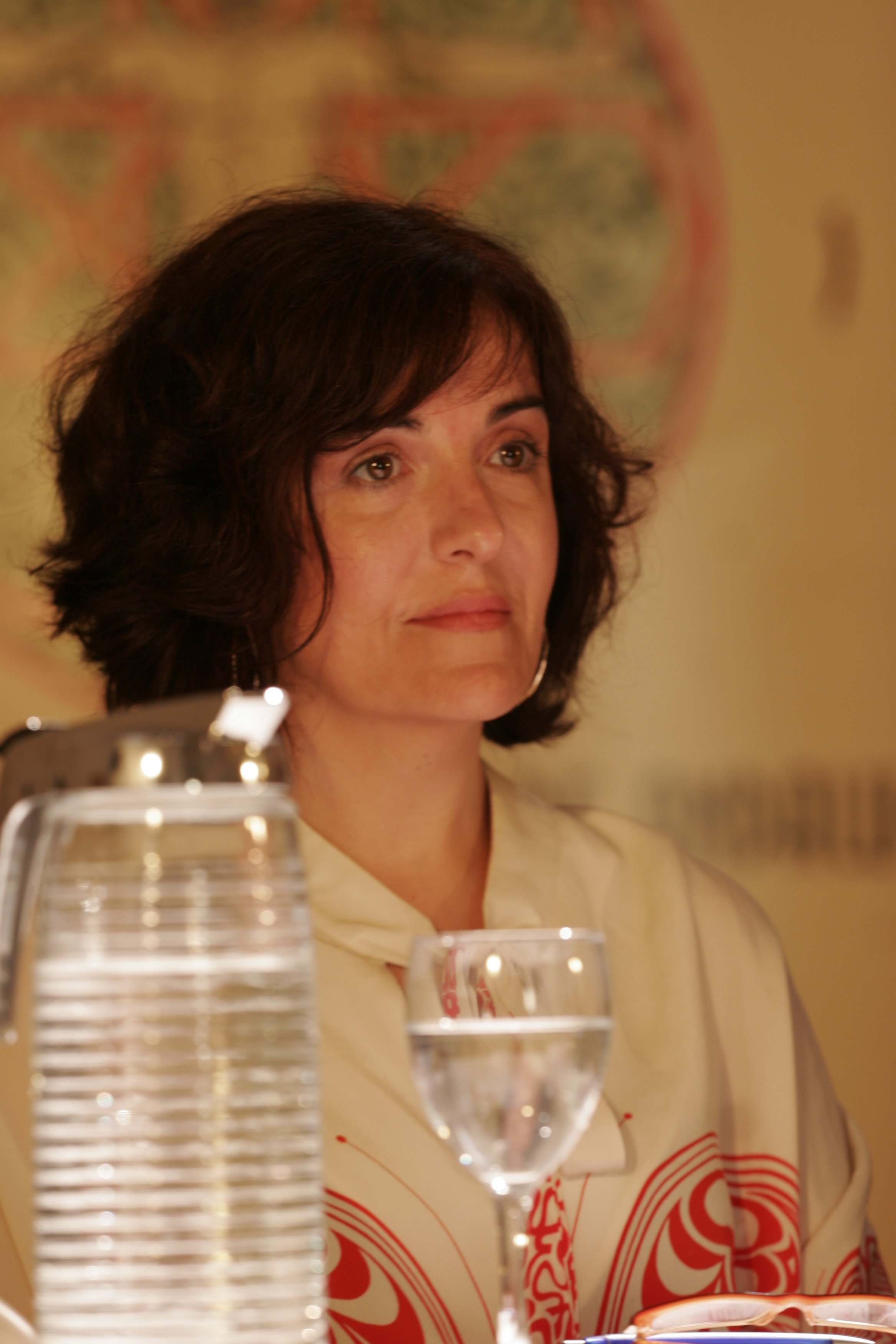
Elvira Lindo, lauréat en 1998.

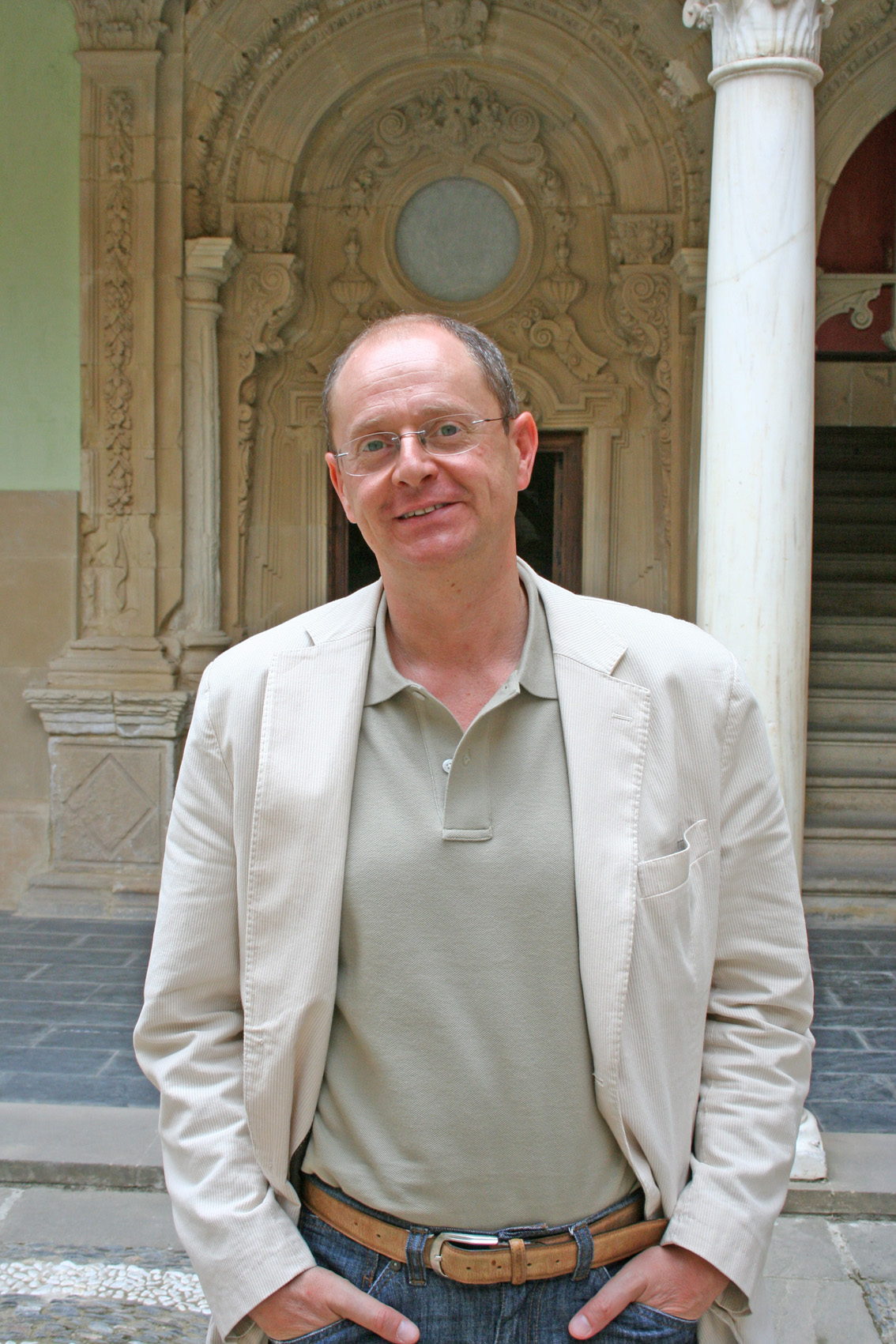
Fernando Marías Amondo, lauréat en 2006.

Ce prix a été décerné depuis sa création en 1978 sans interruption, et les œuvres sont en castillan, sauf mention :
- 1978 – Montserrat del Amo (es) (1927-), pour El nudo
- 1979 – Fernando Martínez Gil (1956-), pour El río de los castores
- 1980 – Juan Farias (es) (1935-2011), pour Algunos niños, tres perros y más cosas
- 1981 – Alfonso Martínez-Mena (es) (1928-2010), pour La tierra de nadie
- 1982 – Carlos Murciano (es) (1931-), pour El mar sigue esperando
- 1983 – Josep Vallverdú (es) (1923-), pour Saberut i Cua-Verd — écrit en catalan.
- 1984 – Ana María Matute (1925-2014), pour Sólo un pie descalzo
- 1985 – Joan Manuel Gisbert (es) (1949-), pour El museo de los sueños
- 1986 – Paco Martín (gl) (1949-), pour Das cousas de Ramón Lamote — écrit en galicien.
- 1987 – Carmen Conde (1907-1996), pour Canciones de nana y desvelo
- 1988 – Gabriel Janer (es) (1931-), pour Tot quant veus és el mar — écrit en catalan.
- 1989 – Andreu Martín (1949-) et Jaume Ribera (es) (1953-), pour No demanis llobarro fora de temporada — écrit en catalan.
- 1990 – Pep Albanell (es) (1945-), pour La rosa de Sant Jordi — écrit en catalan.
- 1991 – Fernando Lalana (1958-), pour Morirás en Chafarinas
- 1992 – Carmen Vázquez-Vigo (es) (1923-), pour Un monstruo en el armario
- 1993 – José María Merino (es) (1941-), pour No soy un libro
- 1994 – Gabriel Janer (es) (1940-), pour Han cremat el mar — écrit en catalan.
- 1995 – Xabier P. Docampo (es) (1946-), pour Cando petan na porta pola noite — écrit en galicien.
- 1996 – Fina Casalderrey (es) (1951-), pour O misterio dos fillos de Lúa — écrit en galicien.
- 1997 – Emili Teixidor i Viladecàs (1932-2012), pour L'amiga més amiga de la formiga Piga
- 1998 – Elvira Lindo (1962-), pour Los trapos sucios (de Manolito Gafotas)[3]
- 1999 – Vicente Muñoz Puelles (es) (1948-), pour Óscar y el león de Correos[4]
- 2000 – Emilio Pascual (es) (1948-), pour Días de Reyes Magos[5]
- 2001 – Miguel Fernández-Pacheco (es) (1944-), pour Verdadera historia del perro Salomón[6]
- 2002 – Miquel Desclot (1952-), pour Més música, Mestre![7] — écrit en catalan.
- 2003 – Mariasun Landa (1949-), pour Kokodriloa ohe azpian[8] — écrit en basque.
- 2004 – Gustavo Martín Garzo (1948-), pour Tres cuentos de hadas[9]
- 2005 – Antonio Rodríguez Almodóvar (1941-), pour El bosque de los sueños[10]
- 2006 – Fernando Marías Amondo (1958-), pour Cielo abajo (es)[11]
- 2007 – Jordi Sierra i Fabra (1947-), pour Kafka y la muñeca viajera[12]
- 2008 – Agustín Fernández Paz (es) (1947-), pour O único que queda é o amor[13] — écrit en galicien.
- 2009 – Alfredo Gómez Cerdá (es) (1951-), pour Barro de Medellín[14]
- 2010 – Eliacer Cansino (es) (1954-), pour Una habitación en Babel[15]
- 2011 – Maite Carranza (1958-), pour Palabras envenenadas[16]
- 2012 - Laura Gallego García (1977-), pour Donde los árboles cantan[17]
- 2013 - César Mallorquí (1953-), pour La isla de Bowen[18]
- 2014 - Diego Arboleda (es) (1976-), pour Prohibido leer a Lewis Carroll[19]
- 2015 - Ledicia Costas (es) (1979-), pour Escarlatina, a cociñeira defunta[20]
- 2016 - Alejandro Palomas, pour Un hijo[21]
- 2017 - Antonio García Teijeiro (es), pour Poemar o mar — écrit en galicien.
- 2018 - Juan Kruz Igerabide (es)], pour Abezedario Titirijario[22]
- 2019 - Raimon Portell (es), pour Camins d'aigua — écrit en catalan[23]
- 2020 - Elia Barceló (es), pour El efecto Frankenstein[24]
- 2021 - Beatriz Giménez de Ory, pour Un hilo me liga a vos. Mitos y poemas [25]
- 2022 - Rafael Salmerón López (es), pour La rama seca del cerezo[26]
- 2023 - Patxi Zubizarreta, pour Zerria[27]
- 2024 - Mónica Rodríguez, pour Umiko[28]

### Prix décerné par langue
- Castillan : 30
- Catalan : 7
- Galicien : 4
- Basque : 2